# Chimarra foliata
Chimarra foliata är en nattsländeart som beskrevs av Douglas E. Kimmins 1959. Chimarra foliata ingår i släktet Chimarra och familjen stengömmenattsländor. Inga underarter finns listade i Catalogue of Life.